# Dalbergia setifera
Espèce
Statut de conservation UICN

 EN B1+2c : En danger
Dalbergia setifera est une espèce de plantes à fleurs de la famille des Fabaceae.

## Publication originale
- Flora of West Tropical Africa 1(2): 374. 1928.